# Commerce Square
Commerce Square je komplex dvou stejných kancelářských mrakodrapů v pensylvánském městě Filadelfie. Budovy nesou název One Commerce Square a Two Commerce Square. Oba mají 41 pater a výšku 172 metrů. Byly navrženy architektonickou firmou IM Pei & Partners (dnešní Pei Cobb Freed & Partners) a výstavba 1. věže probíhala v letech 1985–1987 a druhé věže v letech 1990–1992. Celý komplex disponuje pordlahovou plochou o rozloze asi 200 000 m2, z toho přibližně 170 000 m2 zabírají kancelářské prostory.